# Маурісіо Почеттіно
Маурісіо Почеттіно (ісп. Mauricio Pochettino, нар. 2 березня 1972, Мерфі) — аргентинський футболіст, захисник. По завершенні ігрової кар'єри — тренер. Колишній тренер клубів: «Еспаньйол», «Саутгемптон», «Тоттенгем Готспур», «Парі Сен-Жермен» та «Челсі».

## Клубна кар'єра
У дорослому футболі дебютував 1988 року виступами за команду клубу «Ньюеллс Олд Бойз», в якій провів шість сезонів, взявши участь у 158 матчах чемпіонату.
Своєю грою за цю команду привернув увагу представників тренерського штабу іспанського клубу «Еспаньйол», до складу якого приєднався 1994 року. Відіграв за барселонський клуб наступні шість сезонів своєї ігрової кар'єри. Більшість часу, проведеного у складі «Еспаньйола», був основним гравцем захисту команди.
Згодом з 2000 по 2003 рік грав у складі команди французького «Парі Сен-Жермен». Протягом цих років виборов титул володаря Кубка Інтертото.
Протягом 2003—2004 років захищав кольори команди клубу «Бордо».
Завершив професійну ігрову кар'єру у клубі «Еспаньйол», у складі якого вже виступав раніше. Прийшов до команди 2004 року, захищав її кольори до припинення виступів на професійному рівні у 2006. За цей час додав до переліку своїх трофеїв другий титул володаря Кубка Іспанії з футболу.

## Виступи за збірну
1999 року дебютував в офіційних матчах у складі національної збірної Аргентини. Протягом кар'єри у національній команді, яка тривала 4 роки, провів у формі головної команди країни 20 матчів, забивши 2 голи. У її складі був учасником чемпіонату світу 2002 року.

## Кар'єра тренера
Розпочав тренерську кар'єру невдовзі по завершенні кар'єри гравця, 2009 року, очоливши тренерський штаб клубу «Еспаньйол», в якому провів значну частину ігрової кар'єри.
18 січня 2013 року очолив англійський клуб «Саутгемптон», а за рік, у 2014, став головним тренером іншої англійської команди, «Тоттенгем Готспур». Звільнений 19 листопада 2019 року.
На початку 2021 року Почеттіно підписав контракт з французьким «Парі Сен-Жермен».
У липні 2021 року Почеттіно продовжив контракт із «Парі Сен-Жермен» до 2023 року.
5 липня 2022 року «Парі Сен-Жермен» на своєму офіційному сайті оголосив про звільнення Маурісіо Почеттіно з посади головного тренера.

## Титули і досягнення
Гравець
- Володар Кубка Інтертото (1):

«Парі Сен-Жермен»: 2001
- Володар Кубка Іспанії з футболу (2):

«Еспаньйол»: 1999–00, 2005–06
Тренер
- Чемпіон Франції (1):

«Парі Сен-Жермен»: 2022
- Володар Суперкубка Франції (1):

«Парі Сен-Жермен»: 2020
- Володар Кубка Франції (1):

«Парі Сен-Жермен»: 2021